# Xã Lewis, Quận Union, Pennsylvania
Xã Lewis (tiếng Anh: Lewis Township) là một xã thuộc quận Union, tiểu bang Pennsylvania, Hoa Kỳ. Năm 2010, dân số của xã này là 1.480 người.